# 達奚震
达奚震（？—？），字猛略，代人，河南郡洛阳县（今河南省洛阳市东）人，西魏、北周将领，太傅、郑国公达奚武之子。

## 生平
达奚震少骁勇善骑射，有武艺，走及奔马，膂力过人。虽长于将门，有理政才干。535年，起家員外散騎常侍。宇文泰在渭北狩猎，有只兔子在宇文泰面前走过，達奚震諸将競相射箭，因为達奚震的馬摔倒使他落馬，但他没有倒地边跑边射，一箭射中兔子。他回头看馬刚起来，于是翻身上马。宇文泰大喜，说：「非此父不能生此子」，赐给他父亲達奚武雑絹一百段。達奚震受宇文泰信重。550年，達奚震封昌邑县公。累進撫軍将軍、銀青光禄大夫、通直散騎常侍、車騎大将軍、儀同三司、散騎常侍。557年，周明帝即位，任儀同、司右中大夫，加驃騎大将軍、開府儀同三司，改封普寧县公。559年，进爵广平郡公，任華州刺史，颇有政绩。为百姓所敬重。
564年，随军東征，諸将敗走，達奚震与北齐交战，全軍而回。566年，進大将軍，率兵討稽胡，将其击破。571年，受位柱国。572年，袭父爵为郑国公，出任金州总管、十一州九防諸軍事、金州刺史。575年，跟随周武帝東征，担任前三軍总管。576年、又跟随東征，率步騎一万守統軍川，攻下義寧、烏蘇二鎮和并州。進位上柱国。577年，跟随平定鄴城，朝廷賞给他妾二人、女乐一部和珍玩，以灭北齐有功，担任大宗伯。其父達奚武也担任过大宗伯，被当时的舆论所称道荣耀。578年，出任原州总管、三州二鎮諸軍事、原州刺史。后辞任回長安。隋文帝開皇初年，在家中去世。

## 家庭

### 父母
- 达奚武，北周柱国、太傅、郑桓公
- 荥阳郑氏，秦州别驾郑那孙女，抚军将军、凉州刺史、伯阳县侯郑茂伯之女，封郑国夫人

### 兄弟姐妹
- 达奚惎，北周车骑将军、益州刺史、渭南县子
- 达奚□略，仪同三司
- 达奚光略，大都督、诺水县开国侯
- 达奚昊，隋朝骠骑大将军、交州刺史、上开府、安流郡公
- 达奚果，开府仪同三司、高阳郡开国公
- 达奚某，汉中郡开国公
- 达奚氏，嫁北周侍中、骠骑大将军、开府仪同三司、京兆尹、丰利成公宇文贞

### 子女
- 达奚某，唐朝度支员外郎[1]
- 达奚氏，嫁北周骠骑大将军、开府仪同三司、纳言、京兆尹、河南怀公韦㧾